# Zimbabue en los Juegos Paralímpicos de Sídney 2000
Zimbabue estuvo representado en los Juegos Paralímpicos de Sídney 2000 por tres deportistas, dos hombres y una mujer.

## Medallistas
El equipo paralímpico zimbabuense obtuvo las siguientes medallas:
| Nombre        | Deporte   | Evento              |
| ------------- | --------- | ------------------- |
| Oro           |           |                     |
| Elliot Mujaji | Atletismo | 100 m T46 masculino |
| Plata         |           |                     |
| —             |           |                     |
| Bronce        |           |                     |
| —             |           |                     |